# 眼斑擬唇魚
眼斑擬唇魚（学名：Pseudocheilinus ocellatus），又名眼斑擬鸚鯛、眼斑龍、汕冷仔，为輻鰭魚綱鱸形目隆頭魚亞目隆頭魚科擬唇魚屬下的一个种，分布於中西太平洋海域，棲息深度20-58公尺，體長可達10.3公分，棲息在礁石區，生活習性不明。